# Гарсия, Стенио
Сте́нио Гарси́я Фа́ру (порт. Stênio Garcia Faro; род. 28 апреля 1932, Мимозу-ду-Сул, Бразилия) — бразильский актёр. Получил известность благодаря роли Али в телесериале «Клон».

## Биография
Родился 28 апреля 1932 года в Мимозу-ду-Сул, штат Эспириту-Санту. В 17 лет вступил в ряды коммунистической партии Бразилии.
Впервые вышел на сцену в 1958 году, участвуя в пьесе «Мария Стюарт». В этом же году женился в первый раз на актрисе Клейде Яконис, брак с которой продлился до 1969 г. Второй женой стала актриса Клариси Пиовезан, от этого союза родилось две девочки — Кассия и Гая. В настоящее время женат на Марилени Саади, которая моложе Стенио на 36 лет. У него давние дружеские отношения с актером Антонио Фагундесом. Вместе они работали в 8 сериалах и в одном кинофильме. Вместе они сыграли в двух версиях (1979 и 2003 годах) телесериала «Тяжелый груз» (аналог российского телесериала «Дальнобойщики»).
Мировую известность принесла ему роль дяди Али в телесериале 2001 года «Клон».

## Избранная фильмография
- (2022) — Герои волшебного леса — Джон Духоптиц (озвучивание)
- (2015-2016) — Совершенно бесподобная  — Бино, дальнобойщик (камео из сериала Тяжелый груз)
- (2012) — Георгий Победоносец — Артуро
- (2009) — Дороги Индии — Доктор Кастаньо
- (2008) — Два лица — Баррету
- (2003-2007) — Тяжелый груз — Бино
- (2007) — Пророк — Жако
- (2005) — Сегодня — день Марии 2 — Асмодеу Картола/Асмодеу Жуиз
- (2005) — Сегодня — день Марии — Асмодеу
- (2005) — Дом из песка — Луиз
- (2004) — Спаситель — Акасиу
- (2003) — Кубанакан — Рубио Монтенегро
- (2002) — Пастыри ночи (телесериал по роману Жоржи Амаду «Пастыри ночи») — Шалуб
- (2001) — Клон — дядя Али (Сид Али)
- (2001) — Покровительница — Антонио Кабрал
- (2000) — Семья Майа — Мануэль Монфорте
- (2000) — Цирк человеческих качеств — Шикан
- (2000) — Я,ты, они — Зезиньо
- (2000) — Стена — Караиба
- (1998) — Лабиринт — Жонас
- (1998) — Неукротимая Хильда — Тонику Мендес
- (1998) — Вавилонская башня — Бруно Майа
- (1996) — Роковое наследство — Зе ду Арагуайя
- (1995) — Рвущееся сердце — Пепе
- (1995) — Упадок — Таварес Бранко Фильо
- (1994) — Тропиканка — Самуэль
- (1993) — Август — Рамос
- (1992) — Телом и душой — Доминго Бианчи
- (1991) — Игра в полях господних — Боронаи
- (1992) — Властелин мира — Эркулану Масиель
- (1991) — Моя любовь, моя печаль — Аржемиру
- 1989 — Что я за король? — Коркоран
- 1986 — Каменный лес — Педру
- 1984 — Падре Сисеру — Падре Сисеру
- 1984 — Телом к телу — Амаури Пелегрини
- 1982 — Счастливый финал — Антонио
- 1981 — Бесконечные земли — Жоаким
- 1979 — Чудесная фасоль
- (1979) — Тяжелый груз — Бино
- 1974 — Габриэла — Фелисмино
- 1974 — Преступление Зе Бигоньи — Шикан
- 1973 — Полубог — Лорде Жозе
- 1968 — Стена — Аимбе